# گرگ پالمر
گرگ پالمر (انگلیسی: Gregg Palmer؛ زادهٔ ۲۵ ژانویهٔ ۱۹۲۷) یک هنرپیشه اهل ایالات متحده آمریکا است.
از فیلم‌ها یا مجموعه‌های تلویزیونی که وی در آن‌ها نقش داشته است می‌توان به دوست من ایرما به فنا می‌رود اشاره نمود.